# HD 55184
HD 55184，又名BD+05 1580，SAO 115065、HR 2713，是一颗恒星，视星等为6.16，位于銀經210.39，銀緯7.09，其B1900.0坐标为赤經7h 6m 47.9s，赤緯+5° 7.09′ 27″。